# Schloss Frohndorf

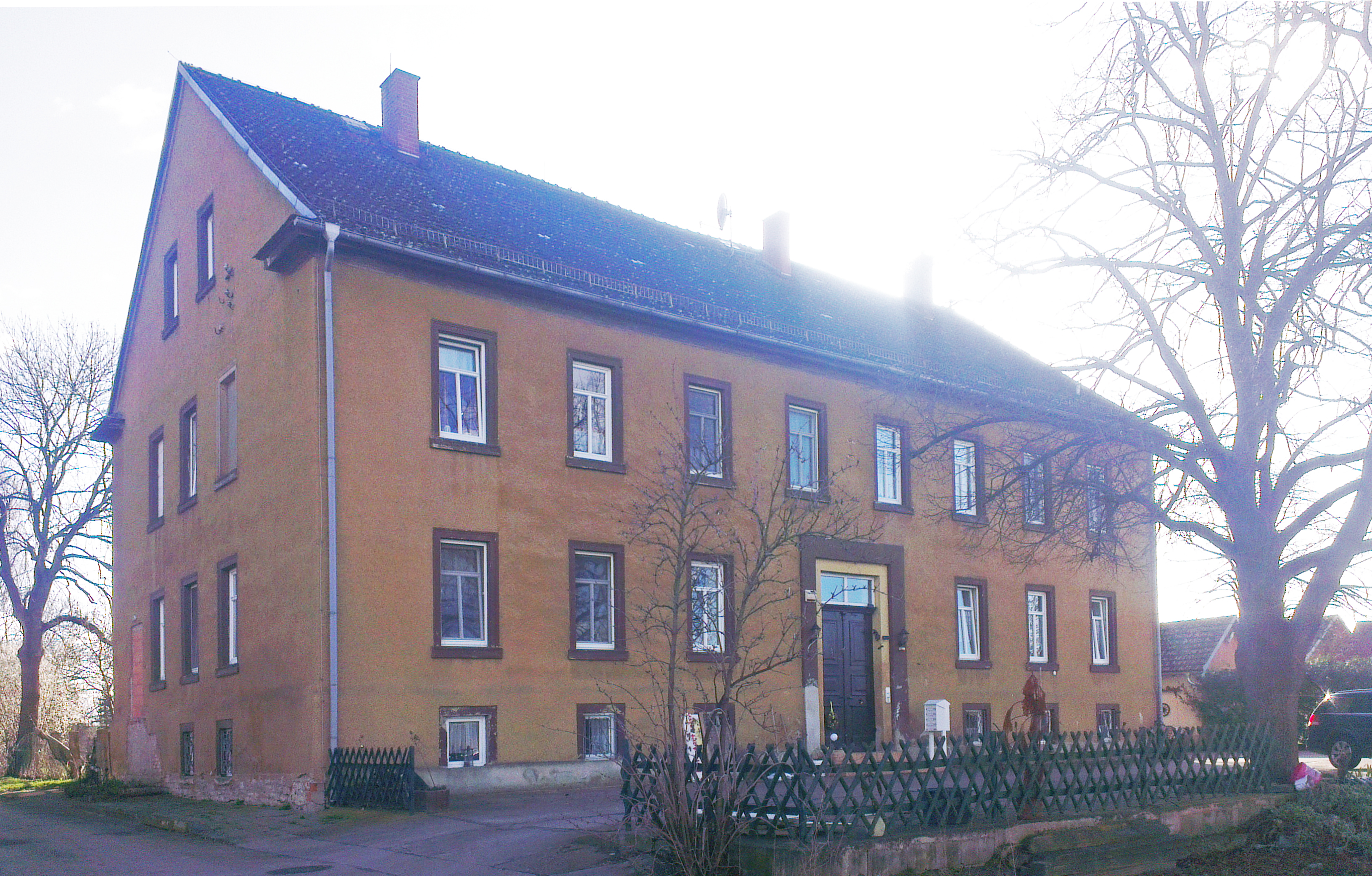
Herrenhaus Frohndorf

Das Schloss Frohndorf bezeichnet eine ehemalige Schlossanlage mit angeschlossenem Rittergut in Frohndorf, einem Ortsteil der Stadt Sömmerda im Landkreis Sömmerda in Thüringen.

## Geschichte
Von 1480 an bestimmten, beginnend mit dem stolbergischen Rat Anton von Werthern, die Vertreter der Familie von Werthern über die Herrschaft Frohndorf. Aufgrund von Schulden verkauften 1505 die Stolberger Grafen Frohndorf an den Ritter und Weißenfelser Amtmann Hans von Werthern. Erst nach 25 Jahren konnte von Werthern das Schloss im Renaissance-Stil für die damalige Zeit modern ausbauen. Es gab u. a. eine Herrenstube, Schreibstube, Hofstube, Badestube. Im Äußeren wies das Schloss zwei Rundtürme an den diagonal entgegenliegenden Gebäudeecken sowie repräsentative Renaissance-Giebel auf. Anfangs wurde es zur Hälfte auch durch die Herren von Wiehe bewohnt. Später gab es neben dem Wirtschaftshof einen Lustgarten, Küchengarten, Hofgarten und Baumgärten. Es folgte die Errichtung des Torhauses. So entwickelte sich das Haus zum Schloss und der Hof zum Gut. Es muss sich um einen bedeutenden Bau gehandelt haben, war Frohndorf doch das Stammschloss eines Zweiges derer von Werthern und zu der Herrschaft Frohndorf gehörten noch acht bis elf weitere Dörfer.
1776 weilte Goethe zu einem Besuch im Schloss Frohndorf. Von 1789 bis 1804 lebte Cäcilie von Werthern (geb. von Ziegesar, aus Drackendorf) in Frohndorf. Ihr Mann, Christian Georg Freiherr von Werthern, ließ in den 1790er Jahren den größten Teil des Schlosses abtragen und wollte einen Neubau durch den Hofbaumeister Johann Friedrich Rudolf Steiner errichten lassen. Vorgesehen war innerhalb des Schlossgrabens eine repräsentative Dreiflügelanlage mit zwei Rundtürmen. Nach dem Tod des von Werthern 1800 wurden die bereits weit gediehenen Pläne nicht weiter verfolgt.

## Heutige Situation
Nach Aufgabe der repräsentativen Pläne begnügte man sich mit dem Bau eines großen Gutshauses, welches noch steht und heute als Wohnhaus dient. Es zeigt noch die baulichen Strukturen aus der Erbauungszeit, wenngleich es in der zweiten Hälfte des 20. Jahrhunderts äußerlich überformt wurde. Die Wassergräben der alten Anlage wurden verfüllt. Der erhaltene Kellerberg im Gutsgelände ist wohl der letzte Rest eines alten Kellerhauses.